# Chlosyne definita
Chlosyne definita är en fjärilsart som beskrevs av Samuel Francis Aaron 1885. Chlosyne definita ingår i släktet Chlosyne och familjen praktfjärilar. Inga underarter finns listade i Catalogue of Life.